# Paweł Moskalik
Paweł Aleksander Moskalik (ur. 1961 w Koszalinie) – polski astronom, profesor nauk fizycznych.

## Życiorys
Ukończył studia astronomiczne na Uniwersytecie Warszawskim. Doktoryzował się z astrofizyki, habilitował w 1997, a tytuł profesorski otrzymał w 2011 roku. Pracuje jako profesor zwyczajny i zastępca dyrektora w Centrum Astronomicznym im. Mikołaja Kopernika Polskiej Akademii Nauk w Warszawie. Interesuje się głównie astrosejsmologią i ewolucją gwiazd. Jest jednym z czterech polskich członków projektu Teleskop globalny.

## Wybrane publikacje naukowe
- P. Moskalik, Z. Kołaczkowski, Frequency analysis of Cepheids in the Large Magellanic Cloud: new types of classical Cepheid pulsators, „Monthly Notices of the Royal Astronomical Society”, 394 (3), 2009, s. 1649–1666, DOI: 10.1111/j.1365-2966.2009.14428.x [dostęp 2022-07-25] (ang.).
- R. Baranowski i inni, V440 Per: the longest-period overtone Cepheid, „Monthly Notices of the Royal Astronomical Society”, 396 (4), 2009, s. 2194–2200, DOI: 10.1111/j.1365-2966.2009.14865.x [dostęp 2022-07-25] (ang.).
- A. Olech, P. Moskalik, Double mode RR Lyrae stars in Omega Centauri, „Astronomy & Astrophysics”, 494 (2), 2009, L17–L20, DOI: 10.1051/0004-6361:200811441 [dostęp 2022-07-25] (ang.).
- A. Baran i inni, The pulsating hot subdwarf Balloon 090100001: results of the 2005 multisite campaign, „Monthly Notices of the Royal Astronomical Society”, 392 (3), 2009, s. 1092–1105, DOI: 10.1111/j.1365-2966.2008.14024.x [dostęp 2022-07-25] (ang.).
- P. Moskalik, Z. Kołaczkowski, Blazhko Effect in Double Mode Cepheids, „EAS Publications Series”, 38, 2009, s. 83–90, DOI: 10.1051/eas/0938008 [dostęp 2022-07-25] (ang.), preprint.
- R. Smolec i inni, On Resonant and Non-Resonant Origin of Double-Mode Cepheid Pulsation, Santa Fe, New Mexico (USA): AIP, 2009, s. 73–78, DOI: 10.1063/1.3246578 [dostęp 2022-07-25] (ang.), preprint.
- R. Smolec, P. Moskalik, Convective Hydrocodes for Radial Stellar Pulsation. Physical and Numerical Formulation, „Acta Astronomica”, 58 (3), 2008, s. 193-232 [dostęp 2022-07-25] (ang.).
- R. Smolec, P. Moskalik, Double-Mode Classical Cepheid Models - Revisited, „Acta Astronomica”, 58 (3), 2008, s. 233-261 [dostęp 2022-07-25] (ang.).
- R. Smolec, P. Moskalik, Amplitude saturation in β Cephei models, „Monthly Notices of the Royal Astronomical Society”, 377 (2), 2007, s. 645–656, DOI: 10.1111/j.1365-2966.2007.11620.x [dostęp 2022-07-25] (ang.).
- R. Silvotti i inni, A giant planet orbiting the ‘extreme horizontal branch’ star V 391 Pegasi, „Nature”, 449 (7159), 2007, s. 189–191, DOI: 10.1038/nature06143 [dostęp 2022-07-25] (ang.).